# Watkins Glen International
Watkins Glen International, w skrócie Watkins Glen – amerykański tor wyścigowy, położony w miejscowości Watkins Glen w stanie Nowy Jork.
Watkins Glen jest najbardziej znane z goszczenia Grand Prix Stanów Zjednoczonych Formuły 1 przez 20 lat z rzędu (1961-1980), ale oprócz tego rozgrywano tam wiele wyścigów amerykańskich serii wyścigowych.

## Początki
Pierwsze wyścigi na Watkins Glen zostały zapoczątkowane przez Camerona Argentsingera, którego rodzina miała w okolicy domek letniskowy. Pierwsze GP Watkins Glen odbyło się w 1948 na lokalnych drogach publicznych. Trasa wyścigu była poprowadzona przez centrum miasta, ale po wypadku z 1952, kiedy zginął jeden z widzów, a kilku innych zostało rannych, wyścig został przeniesiony w okolice zalesionego wzniesienia położonego na południowy zachód od miasta.
Nowa trasa z 1953 również korzystała z dróg publicznych. W związku z tym utworzono Watkins Glen Grand Prix Corporation, które miało zająć się budową stałego, zamkniętego toru wyścigowego. W 1956 powstała pętla o długości 3,78 km. Została ona zaprojektowana przez Billa Millikena jako krótsza wersja trasy drogowej. Pierwszym poważnym wyścigiem rozegranym na nowym torze był wyścig NASCAR w 1957, a pierwszym wydarzeniem prawdziwie międzynarodowym były wyścigi Formuły Libre w latach 1958-1960, w których brali udział m.in. Jack Brabham, Phil Hill i Stirling Moss.

## Grand Prix Stanów Zjednoczonych

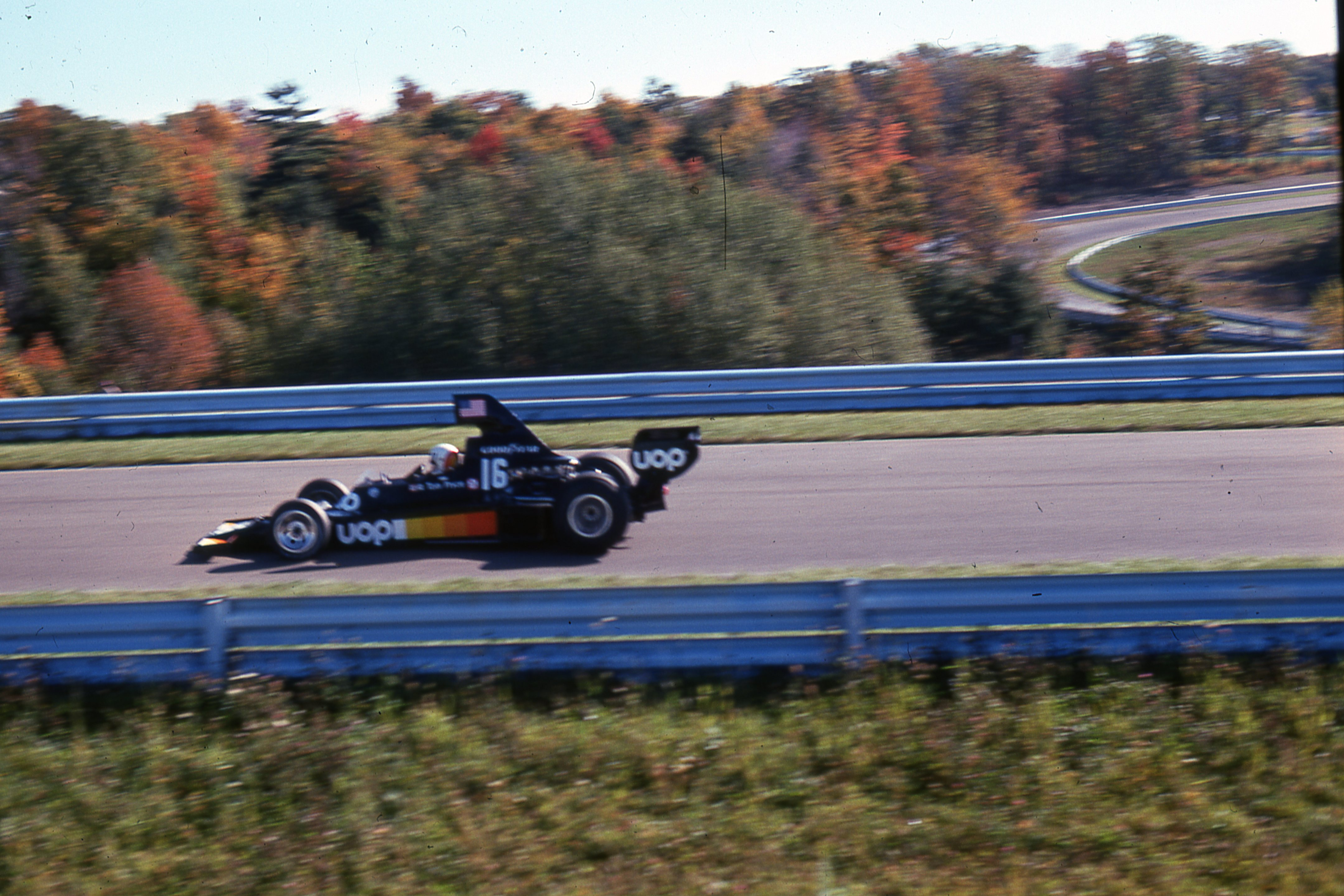
Tom Pryce na torze Watkins Glen w czasie GP USA w 1975

Po dwóch rozczarowujących wyścigach Formuły 1 w Stanach Zjednoczonych (w 1959 Sebring i w 1960 Riverside) promotorzy szukali nowego miejsca na wyścig. Watkins Glen przygotowywało się na kolejny wyścig Formuły Libre, jednak ostatecznie odbyła się eliminacja F1 (specjalnie na potrzeby tego wyścigu przebudowano boksy na styl europejski). Na starcie pojawiło się siedmiu Amerykanów, a jeden z nich, Dan Gurney, był drugi. Dla gospodarzy ogromnym rozczarowaniem było wycofanie się ze startu nowo koronowanego amerykańskiego mistrza F1 Philla Hilla, którego zespół nie startował z powodu żałoby po tragicznej śmierci Wolfganga von Tripsa w poprzednim grand prix.
GP USA na Watkins Glen szybko zapisało się na stałe w kalendarzu mistrzostw. Wyścigowi zawsze towarzyszyły tłumy kibiców. Zespoły były dodatkowo motywowane przez o wiele wyższe stawki startowe i nagrody niż w innych wyścigach. GPDA (związek zawodowy kierowców grand prix) uhonorował Watkins Glen w 1965, 1970 i 1972 za najlepszą organizację wyścigu.
Przed wyścigiem w 1971 tor przeszedł najbardziej znaczącą zmianę w okresie rozgrywania grand prix. Tor wydłużono z 3,78 km do 5,435 km poprzez dodanie nowej sekcji zwanej Boot (trzewik) lub Anvil (kowadło).
Pomimo ulepszeń tor nie był w stanie zapewnić bezpieczeństwa. Ciągły rozwój bolidów (szczególnie efekt przyziemienia stosowany od końca lat 70.) i awanturnicza część widzów zbrukały reputację wyścigu. Ostatecznie w maju 1981 FISA usunęła wyścig z kalendarza z powodu zaległości wypłat wobec zespołów w wysokości 800 000 dolarów.
Tor nadal gościł wiele innych serii i tłumy kibiców, jednak po utracie wyścigu Formuły 1 walczył o przeżycie i ostatecznie został zamknięty w 1981.

## Odrodzenie
Tor został odkupiony w 1983 i ponownie otwarty w 1984. W 1986 na Watkins Glen po bardzo długiej przerwie powrócił NASCAR.

## ZwycięzcyGP USAna torze Watkins Glen
| Sezon | Kierowca                                   | Zespół                                      |        |
| ----- | ------------------------------------------ | ------------------------------------------- | ------ |
| 1980  | Alan Jones                                 | Williams-Ford                               | Wyniki |
| 1979  | Gilles Villeneuve                          | Ferrari                                     | Wyniki |
| 1978  | Carlos Reutemann                           | Ferrari                                     | Wyniki |
| 1977  | James Hunt                                 | McLaren-Ford                                | Wyniki |
| 1976  | James Hunt                                 | McLaren-Ford                                | Wyniki |
| 1975  | Niki Lauda                                 | Ferrari                                     | Wyniki |
| 1974  | Carlos Reutemann                           | Brabham-Ford                                | Wyniki |
| 1973  | Ronnie Peterson                            | Lotus-Ford                                  | Wyniki |
| 1972  | Jackie Stewart                             | Tyrrell-Ford                                | Wyniki |
| 1971  | François Cevert                            | Tyrrell-Ford                                | Wyniki |
| 1970  | Emerson Fittipaldi                         | Lotus-Ford                                  | Wyniki |
| 1969  | Jochen Rindt                               | Lotus-Ford                                  | Wyniki |
| 1968  | Jackie Stewart                             | Matra-Ford                                  | Wyniki |
| 1967  | Jim Clark                                  | Lotus-Ford                                  | Wyniki |
| 1966  | Jim Clark                                  | Lotus-BRM                                   | Wyniki |
| 1965  | Graham Hill                                | BRM                                         | Wyniki |
| 1964  | Graham Hill                                | BRM                                         | Wyniki |
| 1963  | Graham Hill                                | BRM                                         | Wyniki |
| 1962  | Jim Clark                                  | Lotus-Climax                                | Wyniki |
| 1961  | Innes Ireland                              | Lotus-Climax                                | Wyniki |
|       | 3x Clark, Hill 2x Stewart, Reutemann, Hunt | 7x Lotus 3x BRM, Ferrari 2x Tyrell, McLaren |        |